# Larin Paraske

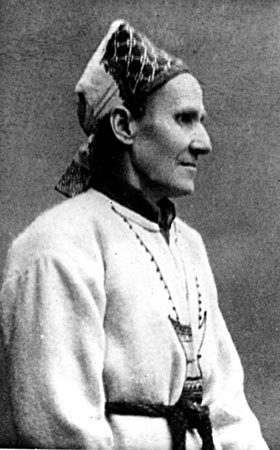
Larin Paraske

Larin Paraske (* 27. Dezember 1833jul. / 8. Januar 1834greg. in Lempaala, Ingermanland; † 3. Januar 1904 in Metsäpirtti, Südkarelien; eigentlich: Paraskeva Nikitina) war eine finnische Runensängerin.

## Leben
Paraske wurde 1833 als Tochter von Mikitta Mikitanpoika und Tatjana Vasilovna geboren. Ihr Vater war Pächter einer Landwirtschaft (Lampuoti). Schon früh begann ihr Interesse an Poesie und Folklore. Sie lernte die in der Gegend verbreiteten, mündlich überlieferten Gedichte auswendig und begann bald auch mit der Entwicklung eigener.
1851, drei Jahre nach dem Tod ihrer Mutter 1848, starb auch ihr Vater. 1853 heiratete sie zur Sicherung ihrer Existenzgrundlage den 20 Jahre älteren Bauern Kaurila Teppananpoika aus Vaskela. Da ihr Mann kränklich war, hing die Familie von ihrem Einkommen ab. Dennoch bekam sie in der Zeit von 1855 bis 1878 neun Kinder, von denen allerdings nur drei das Erwachsenenalter erreichten. Dazu kümmerte sie sich um zahlreiche Kinder des nahe gelegenen Waisenhaus von St. Petersburg. 1888 wurde sie zur Witwe.
Ihr Leben änderte sich 1887, als sie dem Geistlichen Adolf Nevius empfohlen wurde, der sich die Dokumentation finnischer Volksdichtung zur Aufgabe gestellt hatte. Gegen etwas Geld sang Paraske ihm ihre Poesie vor. Die Zusammenarbeit erbrachte 1.200 Gedichte, 1.750 Sprichwörter, 336 Rätsel und auch einige Itkuvirsi genannte Klagelieder.
1891 zog Nevius nach Porvoo und Paraske begleitete ihn, um das Projekt zu vervollständigen. In den nächsten drei Jahren gab sie zahlreiche Vorführungen in Porvoo und Helsinki und erregte dabei einige Aufmerksamkeit. Bekannte Künstler wie Jean Sibelius hörten ihr zu. Albert Edelfelt und Eero Järnefelt malten Porträts von ihr.
1894 kehrte Paraske nach Vaskela zurück. Trotz ihres Erfolges blieb sie arm. Ihr Haus wurde im Sommer 1899 gepfändet, worauf sie in die Sauna ihres Nachbarn umzog. Die Suomalaisen Kirjallisuuden Seura gewährte ihr 1901 eine Künstlerpension. Dennoch hatte sie bis zu ihrem Tod 1904 Finanzprobleme.

## Bedeutung

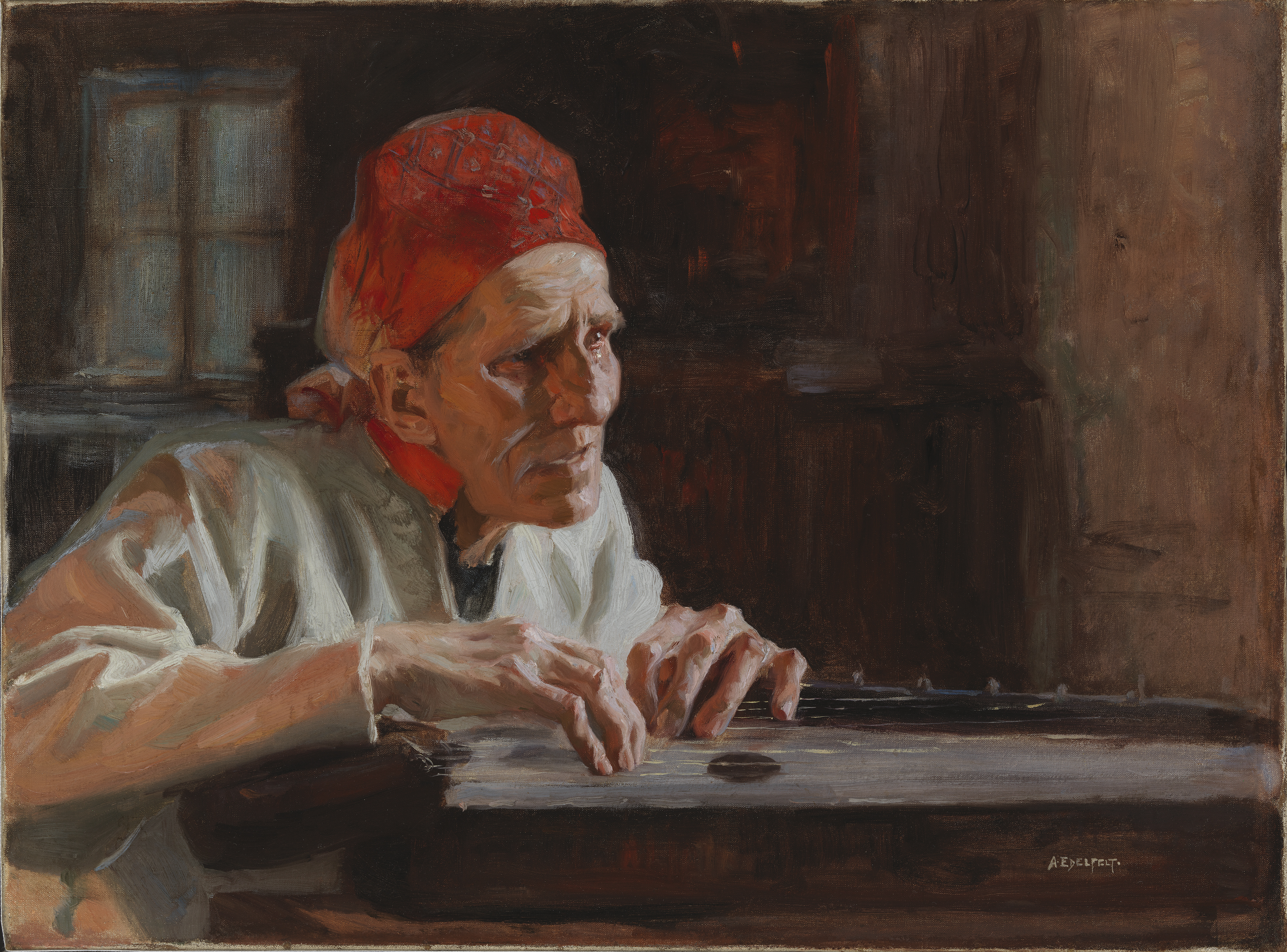
Die Runensängerin Larin Paraske, Gemälde von Albert Edelfelt, 1893

Heute wird Larin Paraske als Schlüsselfigur und „Gedächtnis“ der finnischen Volksdichtung angesehen. Sie konnte über 32.000 Verse rezitieren, was sie zu einer wichtigen Quelle karelischer Kultur machte. Ihre oft auf der Kalevala basierenden Runengesänge haben zahlreiche Künstler inspiriert. Kullervo von Jean Sibelius soll Elemente von Paraskes typischem Singstil enthalten.
Der Bildhauer Alpo Sailo schuf 1936 eine Statue von Paraske. Eigentlich war diese für das Kalevala-Haus bestimmt, das jedoch nie gebaut wurde. Daher wurde die Statue 1949 im Park Hakasalmi (Mannerheimintie, Etu-Töölö) in Helsinki errichtet. Auch eine Straße im Helsinkier Stadtteil Kaarela wurde nach ihr benannt. Seit 1985 gibt es eine Briefmarke mit ihrem Konterfei als Motiv. 2005 wurde sie auf Platz 87 der 100 bedeutendsten Finnen gewählt.